# کامبرنولد
کامبرنولد (به انگلیسی: Cumbernauld) شهری در اسکاتلند است که در لانارکشر شمالی واقع شده است. این شهر در سال ۱۹۹۱ میلادی ۴۹٫۵۰۷ نفر جمعیت داشته و در سرشماری سال ۲۰۰۱ جمعیت آن به ۴۹٫۶۶۴ نفر رسیده‌است. میزان رشد سالانهٔ جمعیت کامبرنولد ‎۰٫۹۳ درصد می‌باشد و جمعیت این شهر در سال ۲۰۱۲ به ۵۵٫۲۴۶ نفر تغییر یافت.